# Алексеевский (Берёзовское сельское поселение)
Алексе́евский — посёлок в Дмитровском районе Орловской области. Входит в состав Берёзовского сельского поселения.

## География
Расположен в 16 км к юго-западу от Дмитровска на правом берегу реки Расторог, напротив деревни Власовки.

## История
В 1937 году в посёлке было 16 дворов. Во время Великой Отечественной войны, с октября 1941 года по август 1943 года, находился в зоне немецко-фашистской оккупации. 10 и 14 марта 1943 года бои за освобождение посёлка вёл 288-й стрелковый полк 181-й стрелковой дивизии 70-й армии. По данным 1950 года в Алексеевском действовал колхоз имени Чапаева. В советское время рядом с посёлком действовала молочно-товарная ферма.

## Население
| 1926 | 1979 | 2002 | 2010 |
| ---- | ---- | ---- | ---- |
| 56   | ↘45  | ↘2   | ↘0   |